# Јоргос Сеферис
Јоргос Сеферис (грч. Γιώργος Σεφέρης; Урла, 13. март 1900 — Атина, 20. септембар 1971), био је један од најзначајнијих грчких песника 20. века, и добитник Нобелове награде за књижевност 1963.
Сеферис је био његов псеудоним, док је право презиме породице било Сеферијадис (Σεφεριάδης).
Рођен је у месту Урла у Малој Азији код Смирне, а одрастао у Атини. Радио је у дипломатској служби Грчке и био амбасадор у Уједињеном Краљевству од 1957. до 1962. Током 1950-их живео је на Кипру.

## Дела
Поезија
- Прекретница (Στροφή, 1931)
- Цистерна (Στέρνα, 1932)
- Митска историја (буквално Роман, Μυθιστόρημα, 1935)
- Вежбанка (Τετράδιο γυμνασμάτων, 1940)
- Бродски дневник Ι (Ημερολόγιο καταστρώματος Ι, 1940)
- Бродски дневник ΙΙ (Ημερολόγιο καταστρώματος ΙΙ, 1944)
- „Дрозд“ ("Κίχλη", 1947)
- Бродски дневник ΙΙΙ (Ημερολόγιο καταστρώματος ΙΙΙ, 1955)
- Три скривене песме (Τρία κρυφά ποιήματα, 1966)

Проза
- Есеји, у 3 тома
- Преводи (1965)
- Дневници (7 томова, постхумно 1975—1990)
- Шест ноћи на Акропољу (постхумно 1974)
- Варварас Калостефанос - скице (постхумно 2007)